# Lijst van voetbalinterlands Ierland - Noorwegen
Deze lijst van voetbalinterlands is een overzicht van alle officiële voetbalwedstrijden tussen de nationale teams van Ierland en Noorwegen. De landen hebben tot op heden negentien keer tegen elkaar gespeeld. De eerste ontmoeting was een kwalificatiewedstrijd voor het WK 1938 in Oslo op 10 oktober 1937. Het laatste duel, een vriendschappelijke wedstrijd, vond plaats op 17 november 2022 in Dublin.

## Wedstrijden
| №  | Plaats          | Datum            | Competitie           | Wedstrijd                   | Uitslag |
| -- | --------------- | ---------------- | -------------------- | --------------------------- | ------- |
| 1  | Oslo            | 10 oktober 1937  | WK 1938 kwalificatie | Noorwegen − Ierse Vrijstaat | 3 − 2   |
| 2  | Dublin          | 7 november 1937  | WK 1938 kwalificatie | Ierse Vrijstaat − Noorwegen | 3 − 3   |
| 3  | Dublin          | 26 november 1950 | Vriendschappelijk    | Ierland − Noorwegen         | 2 − 2   |
| 4  | Oslo            | 30 mei 1950      | Vriendschappelijk    | Noorwegen − Ierland         | 2 − 3   |
| 5  | Dublin          | 7 november 1954  | Vriendschappelijk    | Ierland − Noorwegen         | 2 − 1   |
| 6  | Oslo            | 25 mei 1955      | Vriendschappelijk    | Noorwegen − Ierland         | 1 − 3   |
| 7  | Dublin          | 6 november 1960  | Vriendschappelijk    | Ierland − Noorwegen         | 3 − 1   |
| 8  | Oslo            | 13 mei 1964      | Vriendschappelijk    | Noorwegen − Ierland         | 1 − 4   |
| 9  | Oslo            | 6 juni 1973      | Vriendschappelijk    | Noorwegen − Ierland         | 1 − 1   |
| 10 | Dublin          | 24 maart 1976    | Vriendschappelijk    | Ierland − Noorwegen         | 3 − 0   |
| 11 | Oslo            | 21 mei 1978      | Vriendschappelijk    | Noorwegen − Ierland         | 0 − 0   |
| 12 | Oslo            | 17 oktober 1984  | WK 1986 kwalificatie | Noorwegen − Ierland         | 1 − 0   |
| 13 | Dublin          | 1 mei 1985       | WK 1986 kwalificatie | Ierland − Noorwegen         | 0 − 0   |
| 14 | Oslo            | 1 juni 1988      | Vriendschappelijk    | Noorwegen − Ierland         | 0 − 0   |
| 15 | East Rutherford | 28 juni 1994     | WK 1994              | Ierland − Noorwegen         | 0 − 0   |
| 16 | Dublin          | 30 april 2003    | Vriendschappelijk    | Ierland − Noorwegen         | 1 − 0   |
| 17 | Oslo            | 20 augustus 2008 | Vriendschappelijk    | Noorwegen − Ierland         | 1 − 1   |
| 18 | Dublin          | 17 november 2010 | Vriendschappelijk    | Ierland − Noorwegen         | 1 − 2   |
| 19 | Dublin          | 17 november 2022 | Vriendschappelijk    | Ierland − Noorwegen         | 1 − 2   |

## Samenvatting
| Competitie        | Totaal gespeeld | Winst Ierland | Gelijk | Winst Noorwegen | Doelsaldo Ierland – Noorwegen |
| ----------------- | --------------- | ------------- | ------ | --------------- | ----------------------------- |
| WK-eindronde      | 1               | 0             | 1      | 0               | 0 − 0                         |
| WK-kwalificatie   | 4               | 0             | 2      | 2               | 5 − 7                         |
| Vriendschappelijk | 9               | 7             | 0      | 2               | 25 − 14                       |
| Totaal            | 19              | 7             | 8      | 4               | 30 − 21                       |

## Details

### Zeventiende ontmoeting
| Vriendschappelijk (Oslo, Noorwegen, 20 augustus 2008):                                |       |                  |
| Noorwegen                                                                             | 1 – 1 | Ierland          |
| Tore Reginiussen 61'                                                                  | goals | 44' Robbie Keane |
| - Debuut van Tom Høgli (Tromsø IL) en Mohammed Abdellaoue (Vålerenga) voor Noorwegen. |       |                  |

FAI · A-internationals · Bondscoaches · Statistieken · Iers vrouwenelftal · Olympisch elftal · Ierland U21 · Ierland U20 · Ierland U19 · Ierland U18 · Ierland U17 · Ierland U16 · Vrouwen U17
1924 – 1929 ·
1930 – 1939 ·
1940 – 1949 ·
1950 – 1959 ·
1960 – 1969 ·
1970 – 1979 ·
1980 – 1989 ·
1990 – 1999 ·
2000 – 2009 ·
2010 – 2019 ·
2020 − 2029
EK 1988 · 
EK 2012 · 
EK 2016
WK 1990 · 
WK 1994 · 
WK 2002
1924 · 
1925 · 
1926 · 
1927 · 
1928 · 
1929 · 
1930 · 
1931 · 
1932 · 
1933 · 
1934 · 
1935 · 
1936 · 
1937 · 
1938 · 
1939 · 
1940 · 1941 · 1942 · 1943 · 1944 · 1945 · 
1946 · 
1947 · 
1948 · 
1949 · 
1950 · 
1951 · 
1952 · 
1953 · 
1954 · 
1955 · 
1956 · 
1957 · 
1958 · 
1959 · 
1960 · 
1961 · 
1962 · 
1963 · 
1964 · 
1965 · 
1966 · 
1967 · 
1968 · 
1969 · 
1970 · 
1971 · 
1972 · 
1973 · 
1974 · 
1975 · 
1976 · 
1977 · 
1978 · 
1979 · 
1980 · 
1981 · 
1982 · 
1983 · 
1984 · 
1985 · 
1986 · 
1987 · 
1988 · 
1989 · 
1990 · 
1991 · 
1992 · 
1993 · 
1994 · 
1995 · 
1996 · 
1997 · 
1998 · 
1999 · 
2000 · 
2001 · 
2002 · 
2003 · 
2004 · 
2005 · 
2006 · 
2007 · 
2008 · 
2009 · 
2010 · 
2011 · 
2012 · 
2013 · 
2014 · 
2015 ·
2016 ·
2017 ·
2018 ·
2019 ·
2020 ·
2021
Albanië ·
Algerije ·
Andorra ·
Argentinië ·
Armenië ·
Australië ·
Azerbeidzjan ·
België ·
Bolivia ·
Bosnië en Herzegovina ·
Brazilië ·
Bulgarije ·
Canada ·
Chili ·
China ·
Colombia ·
Costa Rica ·
Cyprus ·
Denemarken ·
Duitsland ·
Ecuador ·
Egypte ·
Engeland ·
Estland ·
Faeröer ·
Finland ·
Frankrijk ·
Georgië ·
Gibraltar ·
Griekenland ·
Hongarije ·
IJsland ·
Iran ·
Israël ·
Italië ·
Jamaica ·
Joegoslavië ·
Kameroen ·
Kazachstan ·
Kroatië ·
Letland ·
Liechtenstein ·
Litouwen ·
Luxemburg ·
Malta ·
Marokko ·
Mexico ·
Moldavië ·
Montenegro ·
Nederland ·
Nieuw-Zeeland ·
Nigeria ·
Noord-Ierland ·
Noord-Macedonië ·
Noorwegen ·
Oekraïne ·
Oman ·
Oostenrijk ·
Paraguay ·
Polen ·
Portugal ·
Qatar ·
Roemenië ·
Rusland ·
San Marino ·
Saoedi-Arabië ·
Schotland ·
Servië ·
Slowakije ·
Sovjet-Unie ·
Spanje ·
Trinidad en Tobago ·
Tsjechië ·
Tsjecho-Slowakije ·
Tunesië ·
Turkije ·
Uruguay ·
Verenigde Staten ·
Wales ·
Wit-Rusland ·
Zuid-Afrika ·
Zweden ·
Zwitserland
België (2016) · 
Italië (2012) · 
Kroatië (2012) · 
Spanje (2012) · 
Zweden (2016)
NFF · A-internationals · Selecties · Bondscoaches · Noors vrouwenelftal · Olympisch elftal · Noorwegen U21 · Noorwegen U20 · Noorwegen U19 · Noorwegen U18 · Noorwegen U17 · Noorwegen U16 · Vrouwen U17
1908 – 1919 ·
1920 – 1929 ·
1930 – 1939 ·
1940 – 1949 ·
1950 – 1959 ·
1960 – 1969 ·
1970 – 1979 ·
1980 – 1989 ·
1990 – 1999 ·
2000 – 2009 ·
2010 – 2019 ·
2020 − 2029
EK 2000
WK 1938 ·
WK 1994 ·
WK 1998
OS 1912 · 
OS 1920 · 
OS 1936 · 
OS 1952 · 
OS 1984
1908 ·
1909 ·
1910 ·
1911 ·
1912 · 
1913 · 
1914 · 
1915 · 
1916 · 
1917 · 
1918 · 
1919 · 
1920 · 
1921 · 
1922 · 
1923 · 
1924 · 
1925 · 
1926 · 
1927 · 
1928 · 
1929 · 
1930 · 
1931 · 
1932 · 
1933 · 
1934 · 
1935 · 
1936 · 
1937 · 
1938 · 
1939 · 
1940 – 1944 · 
1945 · 
1946 · 
1947 · 
1948 · 
1949 · 
1950 · 
1952 · 
1952 · 
1953 · 
1954 · 
1955 · 
1956 · 
1957 · 
1958 · 
1959 · 
1960 · 
1961 · 
1962 · 
1963 · 
1964 · 
1965 · 
1966 · 
1967 · 
1968 · 
1969 · 
1970 · 
1971 · 
1972 · 
1973 · 
1974 · 
1975 · 
1976 · 
1977 · 
1978 · 
1979 · 
1980 · 
1981 · 
1982 · 
1983 · 
1984 · 
1985 · 
1986 · 
1987 · 
1988 · 
1989 · 
1990 ·
1991 · 
1992 · 
1993 · 
1994 · 
1995 · 
1996 · 
1997 · 
1998 · 
1999 · 
2000 · 
2001 · 
2002 · 
2003 · 
2004 · 
2005 · 
2006 · 
2007 · 
2008 · 
2009 · 
2010 · 
2011 · 
2012 · 
2013 · 
2014 · 
2015 · 
2016 · 
2017 · 
2018 ·
2019 ·
2020 ·
2021 ·
2022 ·
2023 ·
2024
Albanië ·
Argentinië ·
Armenië ·
Australië ·
Azerbeidzjan ·
Bahrein ·
België ·
Bermuda ·
Bosnië en Herzegovina ·
Brazilië ·
Bulgarije ·
China ·
Colombia ·
Costa Rica ·
Cyprus ·
Denemarken ·
DDR ·
Duitsland ·
Egypte ·
Engeland ·
Estland ·
Faeröer ·
Finland ·
Frankrijk ·
Georgië ·
Ghana ·
Gibraltar ·
Grenada ·
Griekenland ·
Guatemala ·
Honduras ·
Hongarije ·
Hongkong ·
Ierland ·
IJsland ·
Israël ·
Italië ·
Jamaica ·
Japan ·
Joegoslavië ·
Jordanië ·
Kameroen ·
Kazachstan ·
Koeweit ·
Kosovo ·
Kroatië ·
Letland ·
Litouwen ·
Luxemburg ·
Malta ·
Marokko ·
Mexico ·
Moldavië ·
Montenegro ·
Nederland ·
Nieuw-Zeeland ·
Nigeria ·
Noord-Ierland ·
Noord-Korea ·
Noord-Macedonië ·
Oekraïne ·
Oman ·
Oostenrijk ·
Panama ·
Paraguay ·
Polen ·
Portugal ·
Qatar ·
Roemenië ·
Rusland ·
Saarland ·
San Marino ·
Saoedi-Arabië ·
Schotland ·
Senegal ·
Servië ·
Servië en Montenegro ·
Singapore ·
Slovenië ·
Slowakije ·
Sovjet-Unie ·
Spanje ·
Thailand ·
Trinidad en Tobago ·
Tsjechië ·
Tsjecho-Slowakije ·
Tunesië ·
Turkije ·
Uruguay ·
Verenigde Arabische Emiraten ·
Verenigde Staten ·
Verenigd Koninkrijk ·
Wales ·
Wit-Rusland ·
Zuid-Afrika ·
Zuid-Korea ·
Zweden ·
Zwitserland